# Colpo di Stato in Estonia del 1924
Il colpo di Stato in Estonia del 1924 venne tentato il 1º dicembre 1924 da membri del Partito Comunista dell'Estonia (PCE) ai danni delle autorità governative estoni.
Strettamente controllato dal Comintern e spalleggiato da agenti dei servizi segreti dell'Unione Sovietica, il PCE tentò un'insurrezione armata nel paese lanciando un attacco a sorpresa contro i principali edifici governativi nella capitale Tallinn; lo scarso sostegno popolare raccolto e la pronta reazione delle forze armate e di polizia estoni fecero fallire l'azione entro quella stessa giornata, e il PCE fu decimato e ridotto all'impotenza dagli arresti che seguirono.

## Antefatti
La proclamazione dell'indipendenza dell'Estonia il 18 novembre 1918 portò quasi immediatamente a un conflitto con la Repubblica Socialista Federativa Sovietica Russa, più che intenzionata a riguadagnare il controllo dei territori del passato Impero russo perduti a seguito della prima guerra mondiale. Nel corso della seguente guerra d'indipendenza estone la RSFS Russa supportò l'istituzione di un governo bolscevico in Estonia, la cosiddetta "Comunità dei lavoratori estoni", capitanato dai rivoluzionari estoni Jaan Anvelt e Viktor Kingissepp, ma le forze nazionaliste estoni del presidente Konstantin Päts e del generale Johan Laidoner furono alla fine in grado di sconfiggere i bolscevichi al termine di duri scontri. Il trattato di Tartu del 2 febbraio 1920 portò infine alla cessazione delle ostilità e a una piena indipendenza dell'Estonia.
Anche dopo la pace di Tartu i partiti di chiara matrice bolscevica rimasero fuori legge in Estonia, ma sul finire del 1920 il vecchio comitato centrale dei bolscevichi estoni fu riorganizzato in Russia come Partito Comunista dell'Estonia (PCE), pur continuando a rimanere subordinato al Comintern e alle autorità sovietiche. Nel corso degli anni 1920 i comunisti estoni condussero una serie di attività politiche in patria, sia in forma clandestina che più apertamente tramite organizzazioni sindacali, sportive o culturali da loro costituite o infiltrate; cinque comunisti riuscirono a ottenere un seggio parlamentare alle elezioni del 1920, ma il PCE subì un duro colpo il 3 maggio 1922 quando il suo leader Viktor Kingissepp venne arrestato dalla polizia a Tallinn e giustiziato la notte successiva. La guida delle forze clandestine del PCE fu quindi presa dal rivoluzionario Jaan Anvelt.
In generale il partito godeva del supporto maggiore presso i lavoratori urbanizzati delle industrie e la minoranza russofona insediata nelle zone di confine, ma non riuscì a conquistare consensi nel grosso della popolazione (ancora pervasa dai sentimenti nazionalisti e anti-russi frutto della guerra d'indipendenza) e in particolare presso le masse contadine, ancora maggioritarie nella società estone rispetto agli operai dell'industria, in particolare dopo che il governo ebbe emanato una soddisfacente riforma agraria
. Ad ogni modo, i comunisti riuscirono a ottenere il loro maggior successo elettorale alle elezioni per il Riigikogu del 1923, quando un "Fronte unito dei lavoratori" conquistò dieci seggi; all'epoca, i membri iscritti all'illegale PCE raggiungevano quota 2 000.

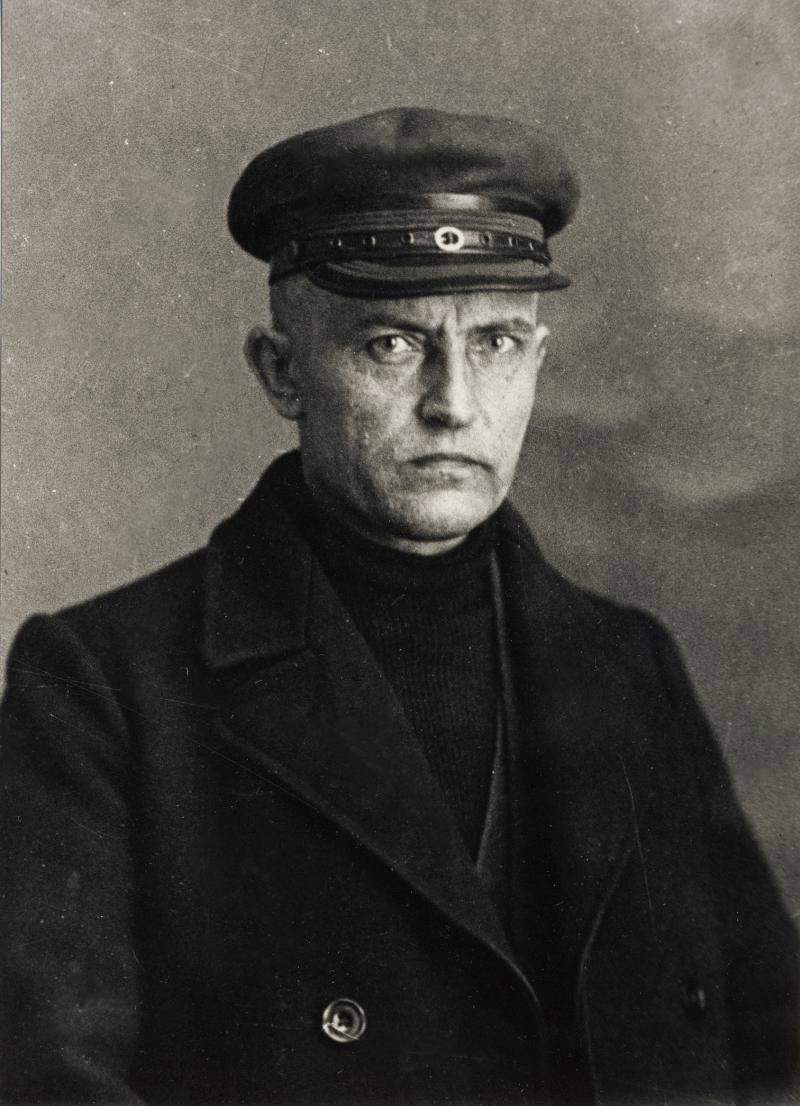
Il rivoluzionario estone Jaan Anvelt nel 1925

Alla fine del 1923 il Comintern aveva promosso una serie di tentativi di sollevazione comunista in Europa, sfociati in aperte ma fallimentari insurrezioni in Bulgaria (la cosiddetta "rivolta di settembre") e in Germania (la rivolta di Amburgo in ottobre). Questo attivismo del Comintern impensierì le autorità estoni e le spinse a una repressione più severa: il 21 gennaio 1924 la polizia compì un'irruzione a una riunione di rappresentati sindacali, arrestando 250 simpatizzanti comunisti di cui 149 furono poi sottoposti a un "processo di massa" in novembre, venendo in gran parte condannati a pesanti pene detentive. La morte di Lenin il 21 gennaio 1924 aveva nel frattempo aperto una sotterranea lotta per la successione tra gli esponenti della dirigenza sovietica, e il presidente del Comintern Grigorij Evseevič Zinov'ev era alla ricerca di un successo che potesse rafforzare la sua posizione. Zinov'ev si convinse che una sollevazione comunista potesse avere successo in Estonia, benché fondamentalmente nulla lasciasse presagire che nel paese vi fosse un clima favorevole alla rivoluzione; a parere di Zinov'ev, l'azione si presentava come a basso rischio per i sovietici: se con un po' di fortuna i comunisti estoni fossero riusciti a prendere il potere ne sarebbe derivato un buon successo politico per il Comintern, mentre in caso contrario la perdita sarebbe stata di poco conto visto che il PCE si trovava già in crisi e a rischio scomparsa a causa degli arresti perpetrati dalle autorità governative.
Nell'aprile 1924 Zinov'ev sottopose il suo piano per l'Estonia a Jānis Bērziņš, direttore del servizio segreto dell'Armata Rossa (Glavnoe razvedyvatel'noe upravlenie o GRU): sulla base dei recenti insuccessi in Germania e Bulgaria, Zinov'ev propose che la sollevazione comunista non fosse preceduta da scioperi e dimostrazioni di piazza, che avrebbero inevitabilmente messo sull'avviso le autorità governative, ma che fosse attuata tramite un'azione a sorpresa di cellule clandestine locali equipaggiate e addestrate dal GRU, sostituendo in pratica l'idea di una sollevazione popolare generale con quella di un vero e proprio colpo di Stato. Nel corso della primavera del 1924 una sessantina di ufficiali del GRU furono infiltrati in Estonia per addestrare i locali gruppi del PCE in vista dell'insurrezione; furono organizzati tre piccoli "battaglioni" per un totale di circa 400 uomini, in parte dotati di un addestramento militare basico ma per la maggior parte privi di qualunque formazione o disciplina. Il piano fondamentalmente puntava tutto sull'effetto sorpresa: gli insorti si sarebbero impadroniti delle località strategiche nella capitale Tallinn e avrebbero successivamente richiesto l'aiuto dell'Unione Sovietica.

## Il colpo di Stato

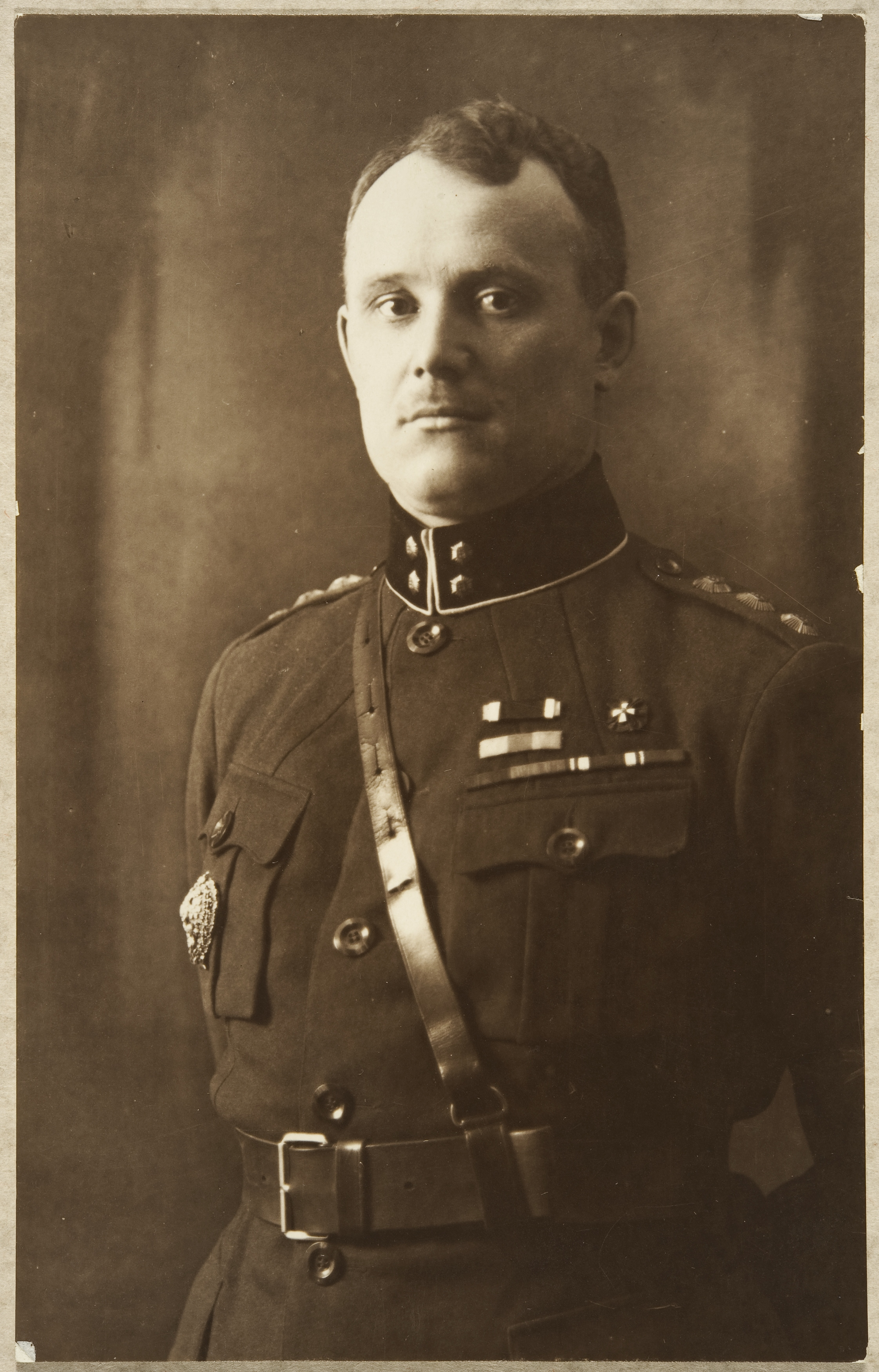
Il generale Johan Laidoner, comandante in capo dell'esercito estone

La sollevazione comunista in Estonia prese il via intorno alle 05:30 del 1º dicembre 1924. L'azione ottenne una sorpresa totale, e inizialmente gli insorti conseguirono alcuni importanti successi: piccole cellule di attivisti comunisti, spesso composte da non più di dieci uomini equipaggiati con poche armi leggere e granate, attaccarono con successo e si impossessarono della sede del Riigikogu al Castello di Toompea, dell'ufficio della posta centrale e della stazione dei treni di Tallinn, di alcune strutture militari e di diverse stazioni di polizia; un gruppo riuscì a impossessarsi della residenza privata del capo dello Stato, ma il presidente estone Friedrich Akel sfuggì alla cattura per un soffio.
In generale, tuttavia, gli insorti scoprirono ben presto che la loro azione non godeva che di un misero sostegno popolare: alcuni operai delle fabbriche di Tallinn e altri simpatizzanti comunisti si unirono ai gruppi di insorti, ma la massa della popolazione, non vedendo alcun chiaro segnale di rivoluzione, rimase neutrale se non apertamente ostile. In un caso, un gruppo di ribelli che aveva fatto irruzione in una caserma convinse i soldati sorpresi nel sonno a unirsi all'avvenuta rivoluzione, ma quando i soldati uscirono in strada e si accorsero che di rivoluzione non vi era traccia si affrettarono a rientrare in caserma. L'impreparazione degli insorti e l'affrettata pianificazione del colpo di Stato causarono in più di un caso effetti negativi: un gruppo riuscì a impossessarsi del deposito dei mezzi blindati dell'esercito estone, ma non riuscì a far uscire alcun veicolo perché tutte le uscite erano bloccate.
Benché colte di sorpresa, le forze governative estoni misero in atto un'immediata resistenza e l'attacco ad alcuni importanti obiettivi come il ministero della guerra fallì immediatamente; un duro combattimento si sviluppò presso l'accademia militare dell'esercito estone nel sobborgo di Tondi a Tallinn, un obiettivo importante, prima che i cadetti riuscissero a respingere l'attacco di un folto gruppo di insorti forte di 50 uomini. Mentre il presidente Akel proclamava la legge marziale, gruppi sparsi di soldati, poliziotti e civili presero a contrattaccare gli insorti sotto la guida del generale Johan Laidoner che, benché si fosse ritirato dal servizio nel 1920, fu immediatamente richiamato a ricoprire il ruolo di comandante in capo di Stato maggiore delle forze armate estoni. Gli edifici caduti in mano agli insorti furono riconquistati ed entro il termine della mattinata del 1º dicembre il colpo di Stato era ormai completamente fallito.

## Conseguenze
Gli scontri causati dal tentativo di colpo di Stato causarono 21 morti tra i soldati, i poliziotti e i civili favorevoli al governo estone, mentre altri 25 soldati e 16 civili rimasero feriti; tra le vittime più illustri vi fu il ministro dei trasporti Karl Kark, rimasto ucciso nel corso degli scontri alla stazione ferroviaria di Tallinn. Gli insorti comunisti lamentarono 12 morti nel corso degli scontri del 1 dicembre, e diversi altri rimasero uccisi nei giorni seguenti in sparatorie con le forze di polizia intente a condurre una serie di retate che disarticolarono il movimento comunista estone; circa un migliaio di persone, in alcuni casi meri simpatizzanti o comunque prive di connessioni con il tentato golpe, furono imprigionate dalle autorità nei giorni successivi, mentre le condanne a morte superarono il centinaio. Le stime più alte sulle vittime comuniste del tentato golpe vanno da 150 a 500 circa.
La maggior parte del gruppo dirigenziale del PCE, tra cui il suo capo Jaan Anvelt, e degli istruttori del GRU infiltrati in Estonia riuscì a lasciare il paese e a rifugiarsi in Unione Sovietica. Il tentativo di colpo di Stato distrusse il poco consenso che il partito aveva nel paese e, per quanto alcune attività clandestine di propaganda furono portate avanti anche dopo, le ondate di arresti resero in pratica inoffensivo il PCE negli anni a venire. La dirigenza del PCE, compreso lo stesso Anvelt, fu poi destituita e giustiziata dagli stessi sovietici nel corso delle "grandi purghe" di epoca staliniana.
L'insuccesso del colpo di Stato a Tallinn rappresentò un brutto colpo per l'autorità di Zinov'ev: arrivato al termine di un anno di passi falsi diplomatici e scandali spionistici che avevano afflitto l'Unione Sovietica e lo stesso Zinov'ev personalmente (come nel caso della fraudolenta "lettera di Zinov'ev" che aveva compromesso i rapporti tra URSS e Regno Unito); il fallito golpe testimoniò il fatto che i sovietici non potevano più permettersi di guastare i loro rapporti economici e diplomatici con le altre nazioni sostenendo sollevazioni comuniste in giro per l'Europa per tramite del Comintern. Nel corso del quattordicesimo congresso del Partito Comunista dell'Unione Sovietica nell'aprile 1925 l'autorità di Zinov'ev all'interno del Comintern era stata ridotta a un ruolo puramente formale, e le sue posizioni erano continuamente attaccate e insidiate dai sostenitori di Stalin; Zinov'ev fu espulso dal partito nel 1927 per poi cadere anche lui vittima delle purghe staliniane nel 1936.

## Nella cultura di massa
Il film estone Detsembrikuumus (2008), regia di Asko Kase, è ambientato durante il tentato colpo di Stato del 1º dicembre 1924.